# Калуш-Долинська агломерація
Ка́луш-Доли́нська агломера́ція — агломерація у сточищі річки Лімниця, правої притоки річки Дністер з центром у містах Калуш і Долина.
Приблизна статистика агломерації станом на 2001 рік:
- Чисельність населення — 298,3 тис. осіб.
- Площа — 3563 км².
- Щільність населення — 83,7 осіб/км².

У складі:
- місто Калуш — 67,9 тис.осіб, 65 км²
- Калуський район — 62,9 тис.осіб, 647 км²
- Долинський район — 71,1 тис.осіб, 1248 км²
- місто Болехів — 21,2 тис.осіб, 300 км²
- Рожнятівський район — 75,6 тис.осіб, 1303 км²